# Straight Between the Eyes
„Straight Between the Eyes“ (превод от английски: „Точно между очите“) е шестият студиен албум на рок групата Рейнбоу, издаден през 1982 г. и преиздаден през май 1999 г.
Съставът, записал този албум, е същият като в „Difficult to Cure“, с изключението, че Дейвид Розентал заменя Дон Еъри на клавишните. През април 1982 г., в интервю за британското рок списание Kerrang!, Блекмор казва за „MISS Mistreated“: „За да избегнем объркване, думата Miss е написана три пъти по-голяма от mistreated, но все пак очаквам, че ще има някой, когото няма да назова, който ще дойде и ще каже „Аз написах тази песен“.“ (Този някой е Дейвид Ковърдейл, с когото Блекмор написва „Mistreated“ за албума на Дийп Пърпъл ot 1974 „Burn“).
По време на турнето, на концертите се появяват две механични очи, с прожектори светещи към публиката. Това е записано и издадено на DVD „Live Between The Eyes“. Въпреки продължителното и обширно турне, концерти във Великобритания не са включени, което предизвиква недоволство от страна на британските фенове.
Песента „Stone Cold“ е включена в компютърната игра Grand Theft Auto: Vice City Stories.

## Състав
- Джо Лин Търнър – вокал
- Ричи Блекмор – китара
- Роджър Глоувър – бас
- Дейвид Розентал – клавишни
- Боби Рондинели – барабани

|  | Тази страница частично или изцяло представлява превод на страницата Straight Between the Eyes в Уикипедия на английски. Оригиналният текст, както и този превод, са защитени от Лиценза „Криейтив Комънс – Признание – Споделяне на споделеното“, а за съдържание, създадено преди юни 2009 година – от Лиценза за свободна документация на ГНУ. Прегледайте историята на редакциите на оригиналната страница, както и на преводната страница, за да видите списъка на съавторите. ВАЖНО: Този шаблон се отнася единствено до авторските права върху съдържанието на статията. Добавянето му не отменя изискването да се посочват конкретни източници на твърденията, които да бъдат благонадеждни. |